# Markus Klug

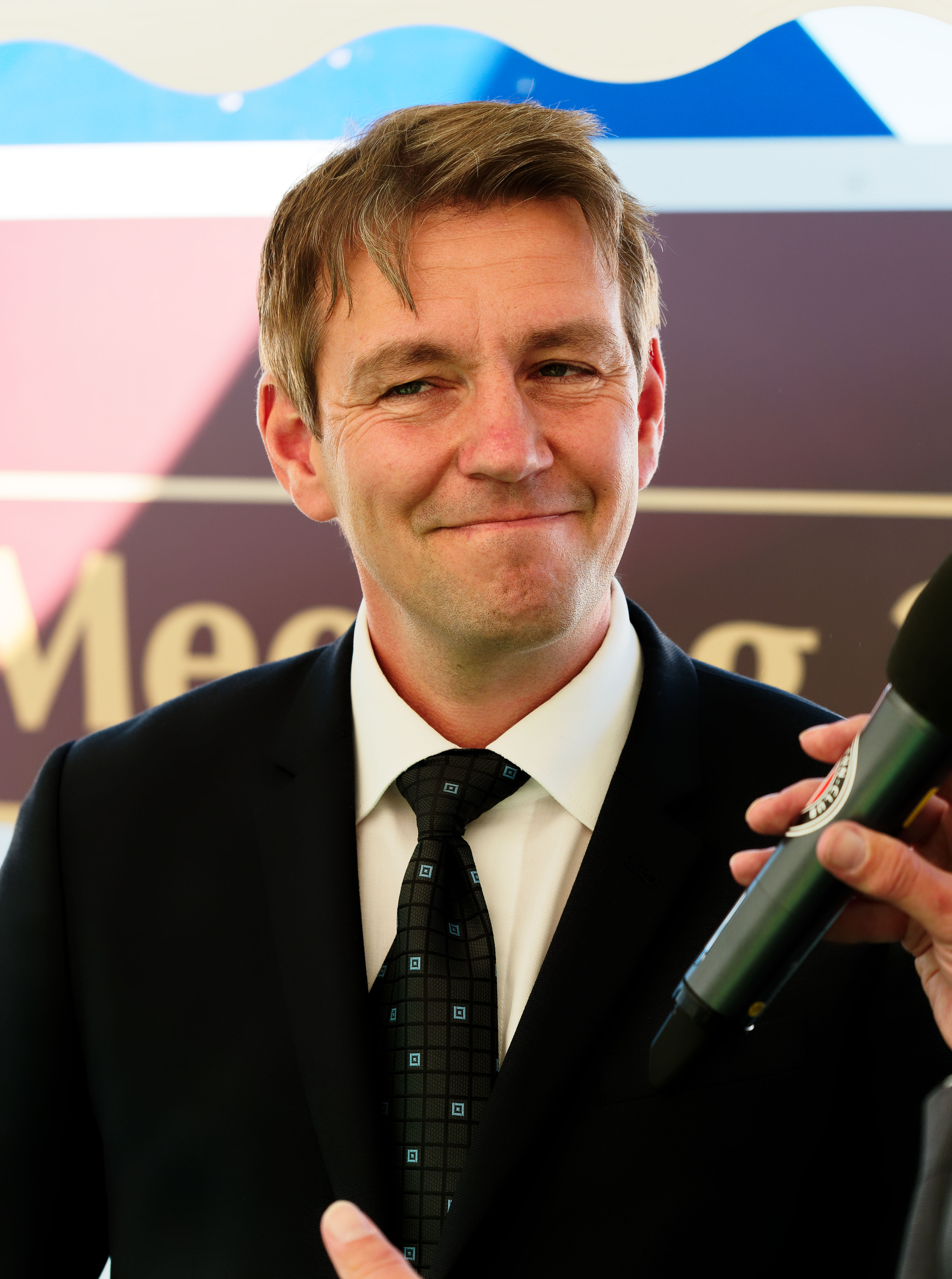
Markus Klug 2018 in Hamburg

Markus Klug (* 9. Juni 1976 in Arad) ist ein Trainer im deutschen Galoppsport.
Klugs Eltern wanderten kurz nach seiner Geburt von Rumänien nach Deutschland aus. Er wuchs in Rastatt bei Baden-Baden auf. Nach Abitur und Bundeswehr machte Markus Klug eine Ausbildung zum Versicherungskaufmann. Seit Anfang 2018 ist Klug verheiratet.
Im Jahr 2002 legte Markus Klug in Köln die Prüfung zum Besitzer-Trainer als Lehrgangsbester mit der Note 1,5 ab. Seitdem trainierte er zunächst Rennpferde in Iffezheim. 2009 schloss er in Köln die Ausbildung zum Pferdewirtschaftsmeister erfolgreich ab. Von 2010 bis 2023 trainierte Markus Klug auf der Trainingsanlage des Gestütes Röttgen in Köln. Seit 2024 trainiert er auf der Stadtwaldrennbahn in Krefeld.
Klug gewann 2014 mit Sea the Moon zum ersten Mal das Deutsche Derby. Es folgten Siege 2017 mit Windstoß, mit dem er eine fast sechzigjährige Wartezeit des Gestüts Röttgen beim Derby beendete, sowie im folgenden Jahr mit Weltstar.
2014 gewann er erstmals als Trainer das deutsche Trainerchampionat und danach auch in den Jahren 2016 bis 2018. In den Jahren 2017 und 2018 gewann er jeweils die German Racing Champions League als Trainer.